# Чанди Мандир
Чанди Мандир (англ. Chandi Mandir) — индуистский храм вблизи Чандигарха, посвящён Чанди, богине силы. Расположен в 15 км от Чандигарха, названного по имени храма, и в 10 км от храма Mansa Devi (англ.). Храм расположен на фоне красивых окрестностей и фона горного хребта Сивалик.
Во время фестиваля Наваратри тысячи людей посещают храм. Храм имеет прекрасные статуи различных индийских божеств, включая: Чанди, Радха-Кришна, Хануман, Шива и Рама.
В районе Чанди Мандир расположен Западный штаб армии Индии (англ.).